# فريدريش فون هرمان
فريدريش فون هرمان (بالألمانية: Friedrich von Hermann)‏ (و. 1795 – 1868 م) هو اقتصادي، وعالم إحصاء، وأستاذ جامعي ألماني، ولد في دينكلسبول، وكان عضوًا في الأكاديمية البافارية للعلوم والعلوم الإنسانية، توفي في ميونخ، عن عمر يناهز 73 عاماً.

## مناصب
تولى منصب عضو برلمان فرانكفورت.

## جوائز
حصل على جوائز منها:
- النيشان البافاري الماكسيميلياني للعلوم والفن (1853)
- وسام الاستحقاق للفنون والعلوم.